# 田中六助
田中 六助（たなか ろくすけ、1923年〈大正12年〉1月23日 - 1985年〈昭和60年〉1月31日）は、日本の政治家。正三位勲一等旭日大綬章。
内閣官房長官、通商産業大臣、自由民主党政務調査会長、自由民主党幹事長、衆議院議員（8期）を歴任した。息子に東京医科歯科大学学長の田中雄二郎。

## 来歴・人物

### 生い立ち
福岡県田川郡上野村（現：福智町）に布団屋の三男として生まれる。生まれたときは七ヶ月の未熟児で、何とか丈夫に育って欲しいという両親の願いから、英彦山神社の近くに住み、豊臣秀吉の前で相撲の35人抜きをしたと伝えられる豪傑「毛谷村六助（けやむら・ろくすけ）」の名にあやかって命名された。
田中の郷里、田川は五木寛之の「青春の門」で描写されたように、筑豊炭田で有名な炭鉱町で、ここを流れる遠賀川沿いに住む人を「川筋者（かわすじもの）」といい、侠客めいた気性で知られるが、田中自身も典型的な川筋者として育った。
さらに、そのような侠客じみた気性と行動力に加え、マックス・ウェーバーに傾倒し、ウェーバー研究に熱心で、『職業としての政治』を実践しようと念頭に置く一面もあった。
地元の田川中学（現・福岡県立田川高等学校）から興亜専門学校（現在の亜細亜大学）に進み、卒業後は海軍飛行予備学生（第13期）となって三重県鈴鹿海軍航空隊で特攻隊の教官をする。自身も特攻の予定であったが搭乗する機体の整備を待っていたところ終戦となり、九死に一生を得る。

### 政治家の道へ

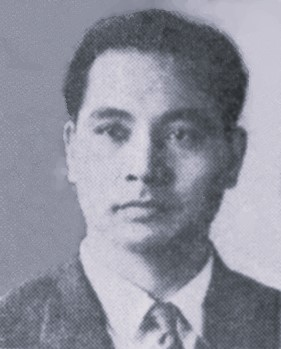
田中六助衆議院議員
（1960年代撮影）

戦後、政治家を目指し早稲田大学政治経済学部新聞学科に入学。同大学を卒業後、1949年（昭和24年）日本経済新聞社に入社した。政治部記者時代に池田勇人番となり、池田に可愛がられる。1960年（昭和35年）に日経を退社し、同年11月の第29回衆議院議員総選挙に出馬したが落選した。
1963年（昭和38年）11月の第30回衆議院議員総選挙に自由民主党から出馬する際には前回定数4で8人立候補中7番目という惨敗だったため公認で一悶着起こり、池田が大野伴睦が押す中川一郎を立候補させることを支持する引き換えに公認を得た。結果は定数4で8人立候補中3位で初当選を飾る。当選後は池田派・宏池会に所属し、大平正芳の側近として活躍する。

### 政権与党の幹部として
田中の名前が自民党内外で知れ渡ったのは、1970年（昭和45年）の「大平クーデター」によってである。自民党総裁三選を果たした佐藤栄作首相が池田の後継者・前尾繁三郎に約束した内閣改造を反古にし（背景には佐藤のライバル・三木武夫が111票を取ったことへの不満があった）、これを切っ掛けとして前尾に飽き足りぬ派内からの批判が噴出。遂には田中が宏池会退会を公言するに至り、求心力の衰えた前尾は宏池会のトップから退き代わって大平がトップとなった。
大平側近として大平政権樹立に奔走し、1978年（昭和53年）第1次大平内閣で内閣官房長官に就任。内閣のスポークスマンとして大平の「口舌」役をつとめ「おしゃべり六さん」の異名を取るが、一方で三木元首相や福田元首相を「頭の呆けた連中」などと放言するなど、失言・舌禍も多く「大平内閣のアキレス腱」と見る向きもあった（三木に対しては、「あの世から亡くなった政治家（椎名悦三郎副総裁のこと）が“おいでおいで”しているよ」と発言して怒りを買っている）。
1979年（昭和54年）11月第2次大平内閣が成立すると、内閣官房長官を伊東正義と交代し自民党筆頭副幹事長となる。1980年（昭和55年）3月、ロッキード裁判の過程で、浜田幸一のラスベガス賭博事件が明るみに出ると、田中は「川筋者」の本領を発揮。浜田と膝詰談判の末に引導を渡し、「首切り六さん」「落としの六さん」の異名を奉られた。
1979年（昭和54年）2月14日、ダグラス・グラマン事件に絡む問題で衆議院予算委員会で証人喚問された日商岩井副社長海部八郎との関係を問質され、疑惑の政治家となる。
1980年（昭和55年）5月16日、社会党から提出された大平内閣不信任決議案は、反主流派の福田派と三木派が本会議場に欠席したため成立、大平首相は衆議院解散（ハプニング解散）、憲政史上初の衆参同日選挙となった。しかし党内抗争により疲弊しきった大平は、選挙戦最中5月30日に心筋梗塞で倒れ虎の門病院に入院。快方に向かうかに見られた矢先の6月12日に容態が急変し、不帰の客となった。
田中は領袖の死を悲しむ一方で冷静に事態の収拾に動き、渋る伊東正義内閣官房長官を内閣総理大臣臨時代理に就かせ、大平の選挙区（旧・香川2区）には女婿の森田一（首相秘書官）を擁立、大平の死の影響もあり自民党は圧勝し、後継総理総裁に宏池会代表（会長の名称は、伊東の意見により大平に弔意を表すため控えた）に就任した鈴木善幸を担ぎ出す。田中はまず岸信介に根回しをし、岸を通じて福田を説得、田中角栄も了解し、一挙に鈴木内閣成立の立役者となった。
7月9日に最高顧問会議が行われたが、その時点で総裁選出は事実上終了していたため、前尾繁三郎をして「幕が開く前に芝居が終わっていた」と言わしめた。鈴木内閣実現の功労により、通商産業大臣に就任。その一方で宮澤喜一が鈴木内閣の内閣官房長官となり、これ以降田中と宮澤の間で「一六戦争」と称された鈴木派内の激しい主導権争いが勃発する。
1981年（昭和56年）冬に発足した鈴木改造内閣では、党三役の自民党政調会長に就いた。鈴木と宮澤が縁戚関係を結んだことから、次第に鈴木後の首相最有力候補である中曽根康弘に接近していった。この年に、著書『大平正芳の人と政治』『再び 大平正芳の人と政治』（朝日ソノラマ）を刊行している。

### 晩年
1982年（昭和57年）11月、中曽根内閣が成立すると、政調会長に留任する。宮澤との一六戦争も加熱し、宮澤が派閥横断的な議員グループ「平河会」を主催すれば、それに対抗して田中も「新世代研究会」を結成してことごとく張り合った。しかしこのころから、三十代から患い始めていた糖尿病が悪化。政調会長として衆議院本会議で代表質問に立った際、白内障のため新聞の見出しほどの大きさに印刷した分厚い原稿を読めずに立ち往生する姿がテレビ中継され、入院を余儀なくされる。
病床に倒れても抜群の行動力は衰えず、ロッキード裁判渦中の田中元首相と隠密裏の会見を続け、ロッキード判決選挙で自民党が解散前の286議席から250議席に激減した際には新自由クラブを取り込んで連立政権を作り政権維持に成功した。選挙後、中曽根首相は「いわゆる田中（角栄）氏の影響を排除する」総裁声明を発表。これによって幹事長交代を余儀なくされた二階堂進の後任として宮澤と田中の名が取りざたされたが、最終的には宮澤を推した鈴木や伊東正義らを中曽根が押し切る形で田中が就任する。宮澤は「これほどの屈辱を味わったことがない」と思わず独白したという。
幹事長就任後には病状が悪化し、1984年（昭和59年）8月28日に東京女子医科大学病院に入院。この頃表面化した二階堂擁立構想について、金丸信総務会長宛に長さ3.5メートルもの書簡を送り、中曽根に失政がなく、党内抗争が国民世論の反発を買うことを批判する内容を列挙し、中曽根再選を後押しした。
しかし同年9月19日に発生した自由民主党本部放火襲撃事件の際には病を押して病院から現場に駆けつけたものの、既に自力で立てる状況ではなくなっており、車を降りると秘書に抱きかかえられながら立ったものの秘書一人では姿勢を支えきれず、ずるずると沈む田中の身体を、やはり現場に駆けつけていた報道各社の田中番の記者が田中のベルトを掴んだり脇の下に手を入れるなどしてなんとか支え続けるという有り様であった。田中は顔面蒼白であり、マイクを突きつけられても即座に声が出せず、やがて話し始めるもか細く聞こえないという状況であった。ところがここで、やはり現場対応にあたっていた浜田幸一が泥酔しながら現れた住栄作法務大臣の発言に激怒し殴打するという事件が発生し、取材陣の注目はそちらに集中。その隙に田中は車に押し込まれ、再び病院へと戻っていった。これが田中が公の場に姿を表した最後の機会となった。なお翌1985年に衆議院本会議にて行われた田中の追悼演説では、この放火事件の際に田中は陣頭指揮を執ったとされている。
この襲撃事件における田中の様子から、もはや田中の病状が政変に耐えられるものではないことが誰の目にも明らかとなり、『六助不在』を見据えた鈴木前総理らは二階堂擁立構想を加速させることとなった。しかし最終的には政調会長だった金丸が中曽根再選支持で党内をまとめ、田中の後任の幹事長に横滑りし中曽根の国鉄分割民営化を推進していった。
放火事件の対応など執務による無理がたたり体調をさらに悪化させ、1985年（昭和60年）1月31日、糖尿病の悪化に伴う心筋梗塞で死去した。62歳没。死没日付をもって正三位に叙され、勲一等旭日大綬章を追贈された。死に際しては中曽根、田中、歴代首相、野党議員へ向けて遺言状を残したとされる。このほか朝日新聞の記者で田中の番記者だった今西光男は、田中の死の直前に面会を許された際、田中角栄に離党を進言した巻紙のコピーを遺言として秘書より渡されたという。
追悼演説は同年3月15日の衆議院本会議で、多賀谷眞稔により行われた。墓所は川崎市春秋苑。同時期に、遺著『保守本流の直言』（中央公論社）が刊行された。

## 関連文献
- 土師二三生『田中六助・全人像』行研出版局、1982年

| 議会            | 議会                                           | 議会            |
| --------------- | ---------------------------------------------- | --------------- |
| 先代 上村千一郎 | 衆議院大蔵委員長 1976年                        | 次代 小渕恵三   |
| 公職            |                                                |                 |
| 先代 佐々木義武 | 通商産業大臣 第39代：1980年 - 1981年           | 次代 安倍晋太郎 |
| 先代 安倍晋太郎 | 内閣官房長官 第42代：1978年 - 1979年           | 次代 伊東正義   |
| 党職            |                                                |                 |
| 先代 二階堂進   | 自由民主党幹事長 第25代 : 1983年 - 1984年      | 次代 金丸信     |
| 先代 安倍晋太郎 | 自由民主党政務調査会長 第30代：1981年 - 1983年 | 次代 藤尾正行   |